# Vetenskapsåret 1785

## Händelser
- 7 januari - Jean-Pierre Blanchard och John Jeffries färdas från Dover till Calais i en gasfylld ballong.
- William Herschel skapar den första kartan över Vintergatan och drar slutsatsen att galaxen är skivformad.
- André Michaux skickas av franska regeringen till Nordamerika för att leta efter nya växter.
- William Withering publicerar An Account of the Foxglove and some of its Medical Uses om fingerborgsblomman.

## Pristagare
- Copleymedaljen: William Roy, skotsk general och lantmätare

## Födda
- 23 februari – Anna Sundström (död 1871), svensk kemist.
- 22 mars – Adam Sedgwick (död 1873), brittisk geolog.
- 26 april – John James Audubon (död 1851), amerikansk ornitolog, illustratör (Birds of America).
- 6 juli – William Jackson Hooker (död 1865), brittisk botaniker.

## Avlidna
- 30 januari – Anton Rolandsson Martin (född 1729), svensk botaniker.
- 26 juni – Johann Gerhard König (född 1728), dansk läkare och botaniker.
- 16 november – Johan Gottschalk Wallerius (född 1709), svensk kemist och mineralog.